# Mars 1963

## Évènements
- Réouverture de l’ambassade roumaine de Tirana, en République populaire d'Albanie.
- Amnistie générale des insurgés de 1956 en République populaire de Hongrie[1]. Relâchement des contraintes politiques.
- Mars - avril, France : grande grève des mineurs.

- 7 mars : constitution établissant une république au Sénégal présidée par Léopold Sédar Senghor.

- 8 mars : le Parti Baas prend le pouvoir en Syrie à la suite d'un coup d’État militaire. Salah Bitar devient chef du gouvernement. Il entreprend immédiatement au Caire des négociations avec l’Égypte en vue d’une nouvelle union (mars). La Syrie demande l’égalité politique avec l’Égypte, ce qui consacrerait la position de force du Baath. Nasser s’y oppose en raison des cinq millions de membres de l’USA (le Baath ne compte que 10 000 adhérents). Le principe d’une union fédérale est finalement accepté.

- 10 mars :
  - Afghanistan : le roi Zaher destitue son cousin Mohammed Daoud Khan et prend le pouvoir.
  - Constitution du Tibet[2].

- 28 mars (Indonésie) : le Dekon, déclaration économique prononcée par Soekarno insère un programme économique dans l’action générale du Nasakom : construction d’une économie nationale et démocratique libérée des vestiges du colonialisme et de l’impérialisme, puis édification d’une économie socialiste dont serait bannie l’exploitation de l’homme par l’homme.

- 31 mars :  le président du Guatemala Ydígoras décide de permettre le retour au pays d’Arévalo, président déchu en 1954 et accusé de communisme, ce qui provoque un coup d’État préventif toléré par les États-Unis.

## Naissances
- 1er mars : 
  - Ron Francis, joueur de hockey.
  - Peter Ebere Okpaleke, cardinal nigérian.
- 2 mars : 
  - Anthony Albanese, homme d'État australien.
  - Karim Tizouiar, Bauteur-compositeur-interprète et joueur de mandole algérien († 28 mai 2023).
- 3 mars : Khaltmaagiyn Battulga, président de la Mongolie de 2017 à 2021.
- 6 mars : Éric Denécé, Auteur et consultant en renseignement français († 12 juin 2025).
- 9 mars : Jean-Marc Vallée, réalisateur et scénariste canadien († 25 décembre 2021).
- 10 mars : Barry Devolin, politicien canadien.
- 11 mars :
  - Marcos César Pontes, spationaute brésilien.
  - Marc Tarabella, homme politique belge de langue française.
  - Sylvia Bongo Ondimba, première femme du Gabon.
- 12 mars : 
  - Patricia Robertson, aspirante astronaute américaine († 24 mai 2001).
  - Maïmouna Sidibé, syndicaliste et douanière guinéenne.
- 13 mars : 
  - Rick Carey, nageur américain, spécialiste du dos crawlé.
  - Emmanuel Djob, de son nom de scène Emmanuel Pi Djob ou Pi Djob, est un musicien et auteur-compositeur-interprète camerounais.
- 14 mars : Pedro Duque, spationaute espagnol.
- 16 mars : Jean-Baptiste Mendy, boxeur français († 31 août 2020).
- 22 mars : 
  - Deborah Bull, danseuse, écrivaine et animatrice britannique.
  - Martín Vizcarra, président de la république du Pérou de 2018 à 2020.
  - Tony Elumelu, Économiste nigérian.
- 26 mars : Roch Voisine, chanteur canadien.
- 27 mars :
  - Quentin Tarantino, scénariste, producteur,acteur,réalisateur,directeur de la photographie, homme d'affaires, monteur, photographe et dramaturge américain.
  - Cathy Guetta, femme d'affaires française.
- 30 mars :
  - Tsakhiagiyn Elbegdorj, président de Mongolie.
- 31 mars : Stephen Tataw, joueur de football camerounais († 31 juillet 2020).

## Décès
- 3 mars : Faustino Pérez-Manglano, vénérable catholique espagnol.
- 27 mars : Gaspard Fauteux, lieutenant-gouverneur du Québec.
- 28 mars : Antoine Balpêtré, acteur français.
- 29 mars : Henry Bordeaux, avocat, romancier et essayiste français (° 25 janvier 1870).